# Stephanie Aeffner

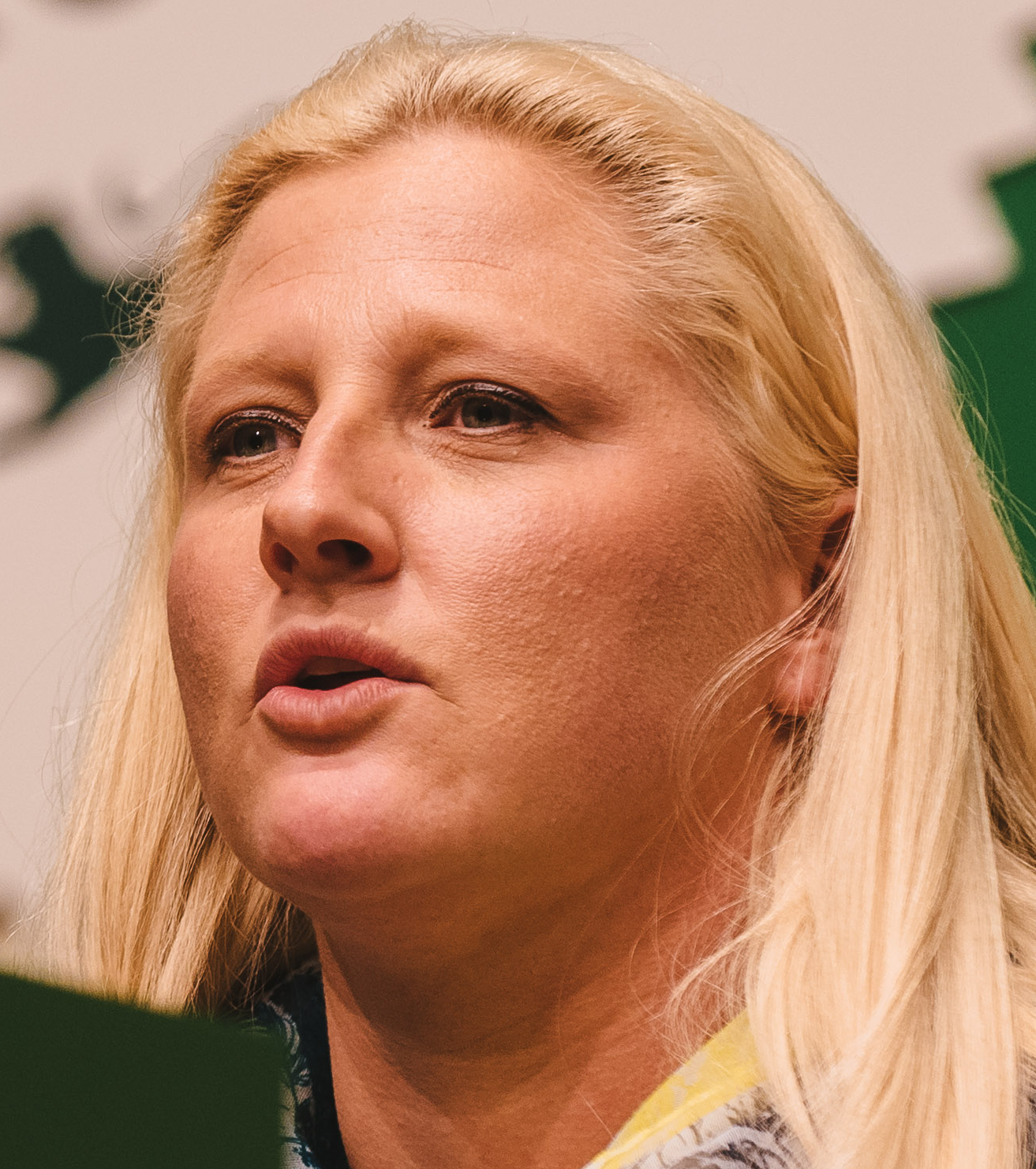
Stephanie Aeffner (2015)

Stephanie Aeffner (ur. 29 kwietnia 1976 w Donaueschingen, zm. 15 stycznia 2025) – niemiecka polityk należąca do partii Zielonych. Od 2021 roku była posłanką do Bundestagu, gdzie zasiadała w komisji pracy i spraw socjalnych.